# Pristomyrmex picteti
Pristomyrmex picteti är en myrart som beskrevs av Carlo Emery 1893. Pristomyrmex picteti ingår i släktet Pristomyrmex och familjen myror.

## Underarter
Arten delas in i följande underarter:
- P. p. picteti
- P. p. tingiana